# Estação Plaza de Puente Alto
A Estação Plaza de Puente Alto é uma das estações do Metrô de Santiago, situada em Santiago, ao lado da Estação Las Mercedes. É uma das estações terminais da Linha 4.
Foi inaugurada em 30 de novembro de 2005. Localiza-se na Avenida Concha y Toro. Atende a comuna de Puente Alto.
Espera-se que até 2033 esta estação seja uma futura combinação com a Linha 9.